# Le Tombeau des fusillés
Le Tombeau des fusillés est un poème de Jules Jouy écrit à propos de la Commune de Paris le 30 mai 1887. Il est chanté sur l'air de La Chanson des peupliers de Frédéric Doria. Il rend hommage aux 147 fusillés au Père-Lachaise le 28 mai 1871.

## Interprètes
- Armand Mestral dans l'album La Commune en chantant. Collectif. Disque vinyle double LP 33 Tours, 1971 - AZ STEC LP 89 – Réédition CD 1988 – Disc AZ
- Serge Utgé-Royo dans l'album Contrechants ... de ma mémoire, disque CD Volume 3. Bruno Daraquy / Cristine Hudin / Natacha Ezdra / Serge Utgé-Royo - Believe / Mistiroux Productions - 2009.